# Landschaftsschutzgebiet Leykaul
Das Landschaftsschutzgebiet Leykaul mit einer Fläche von 18,41 ha umfasst sämtliche Flächen, die zuvor zu den landwirtschaftlichen Nutzflächen der Hofanlage Leykaul, einer heutigen Wüstung, gehörten. Das LSG liegt am Rand der Dreiborner Hochfläche und gehört kommunal zu Hirschrott, einer Siedlung von Erkensruhr in der Gemeinde Simmerath.
Erst infolge des Aachen-Gesetzes vom 14. Dezember 1971 waren Erkensruhr mit Hirschrott und dem Hof Leykaul mit Wirkung zum 1. Januar 1972 der neuen Gemeinde Simmerath zugewiesen worden. Bis dahin gehörte Hirschrott zur Gemeinde Dreiborn im Landkreis Schleiden und die vormalige Kreisgrenze bildete bis 1971 der unten im Tal verlaufende Bach Erkensruhr.

## Geschichte
Oberhalb der Grube Leykaul (Ley = Schiefer; Kaul = Kuhle/Grube) existierte um 1800 ein Gutshof der Familie Kirch aus Dreiborn, die diesen 1826 um ein weiteres Gebäude erweitert hatte. Durch die Heirat einer gewissen Magdalena Kirch mit Johann Hubert Theodor Dardenne kam die Hofanlage in die Hände der Familie Dardenne, die seit zwei Generationen die Grube Leykaul unterhalb des Hofes im Tal des Wüstebachs betrieben. Angehörige der Familie Dardenne (Namensvariation: Dartenne) waren ursprünglich gegen Ende des 18. Jahrhunderts als Grubenarbeiter für den örtlichen Schieferabbau aus dem Ort Fumay im Département Ardennes gekommen, worauf sich ihr angenommener Familienname (d‘ Ardennes = aus den Ardennen) bezieht.
Auf dem Hof Leykaul lebten während des Zweiten Weltkriegs Johann Hubert Dardenne (1878–1952), dessen Gattin Maria Rosa, geb. Berners bereits 1936 verstorben war, sowie seine drei Kinder: der Sohn Karl Ludwig und die Töchter Maria Hubertine und Antonia Maria, deren Ehemänner im Krieg gefallen waren. Um die kriegsbedingten Verluste an Arbeitskräften zu kompensieren, wurde dem Hof der polnische Zwangsarbeiter Pawel Zlozala zugeteilt. Im Verlauf des Krieges wurden Teile der Gebäude durch Granateinschlag massiv beschädigt, aber gemeinsam errichtete die Familie Dardenne eine neue Hofanlage, die nun am Rand des 1946 eingerichteten  Truppenübungsplatzes Vogelsang lag. Obwohl sie von den dort stationierten britischen Soldaten geduldet wurden,  waren sie gelegentlich fehlgeleiteten Übungsgranaten ausgesetzt, die jedoch keinen größeren Schaden anrichteten. Der Pole Zlozala fand Gefallen an seiner neuen Arbeit und blieb nun dauerhaft auf dem Hof. Nach dem Tod des Vaters Johann Hubert Dardenne im Jahr 1952 und dem Auszug des Sohnes Karl Ludwig, der auf einen anderen Hof eingeheiratet hatte, betrieben die beiden verwitweten Schwestern Dardenne zusammen mit Zlozala den Hof alleine weiter und boten zudem eine bescheidene Gastwirtschaft für Wanderer an. Nachdem zunächst  im Jahr 1986 Maria Hubertine und im Jahr 1998 Antonia Maria Dardenne gestorben waren, bewirtschaftete Zlozala den Hof bis zu seinem Tod im Jahr 2008 allein weiter. Anschließend ließ die Nationalparkverwaltung die asbestbelasteten Gebäude abreißen und die rund elf Hektar großen Flächen in den Nationalpark arrondieren, wo sie der Natur überlassen wurden. Bereits zuvor wurden im Jahr 2004 Flächen zum Landschaftsschutzgebiet erklärt.
Zur Erinnerung an die Hofanlage Leykaul und die Familie Dardenne wurde am Rande des Zufahrtsweges eine Schutzhütte aufgestellt, in der einige Exponate der Familie ausgestellt sind. So finden sich beispielsweise hinter Glas die Grabsteine von Hubert Dardenne und seiner Gattin Maria, geb. Berners, eine kleine  Pietà als Dank dafür, dass die Bewohner den Granateinschlag überlebt hatten, sowie diverse Hauskreuze und Heiligenfigürchen. Ruhebänke laden den vorbeiziehenden Wanderer zu innerer Einkehr ein und bieten Schutz vor Witterungseinflüssen.

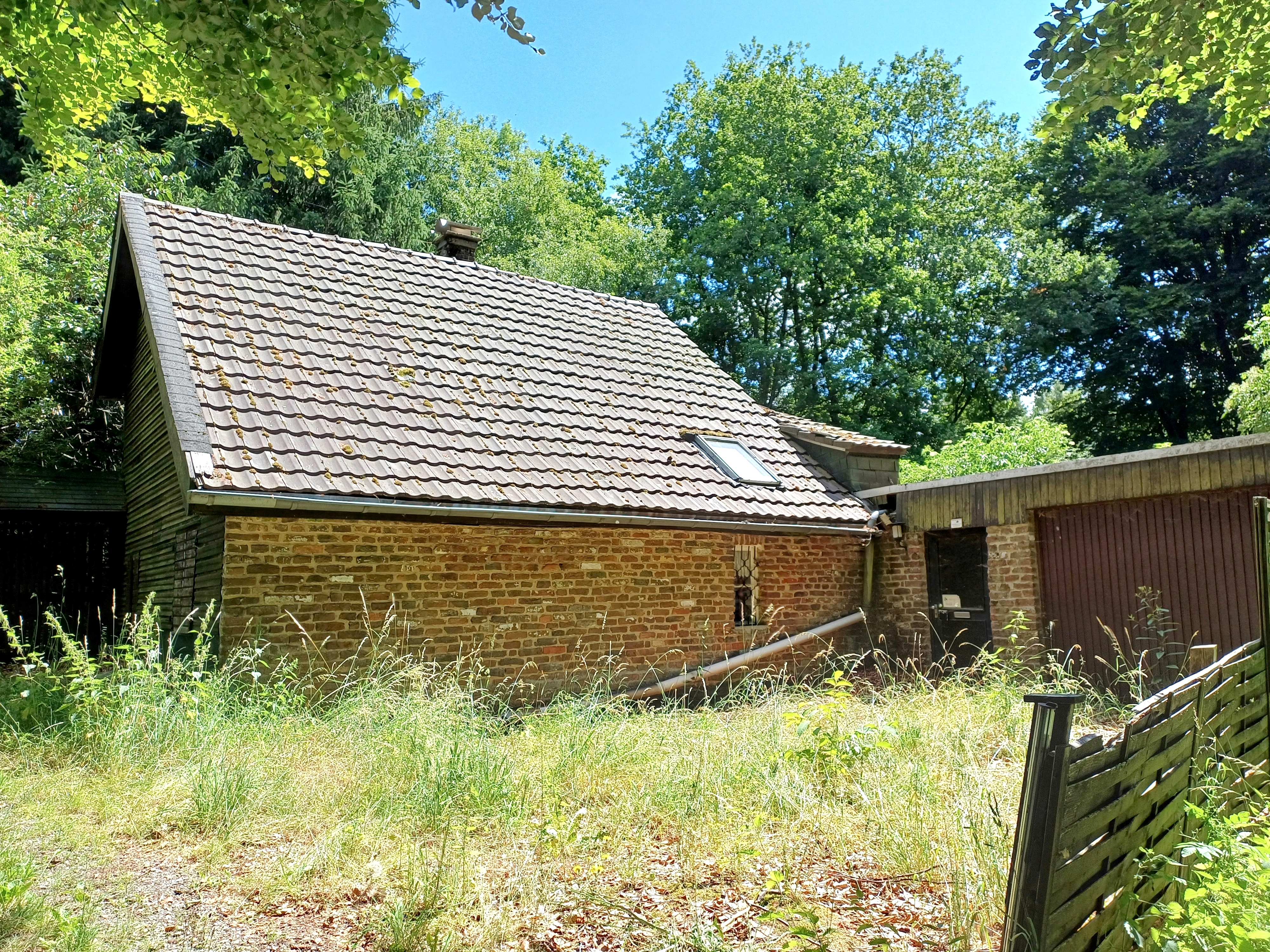
Reste eines alten Wirtschaftsgebäudes
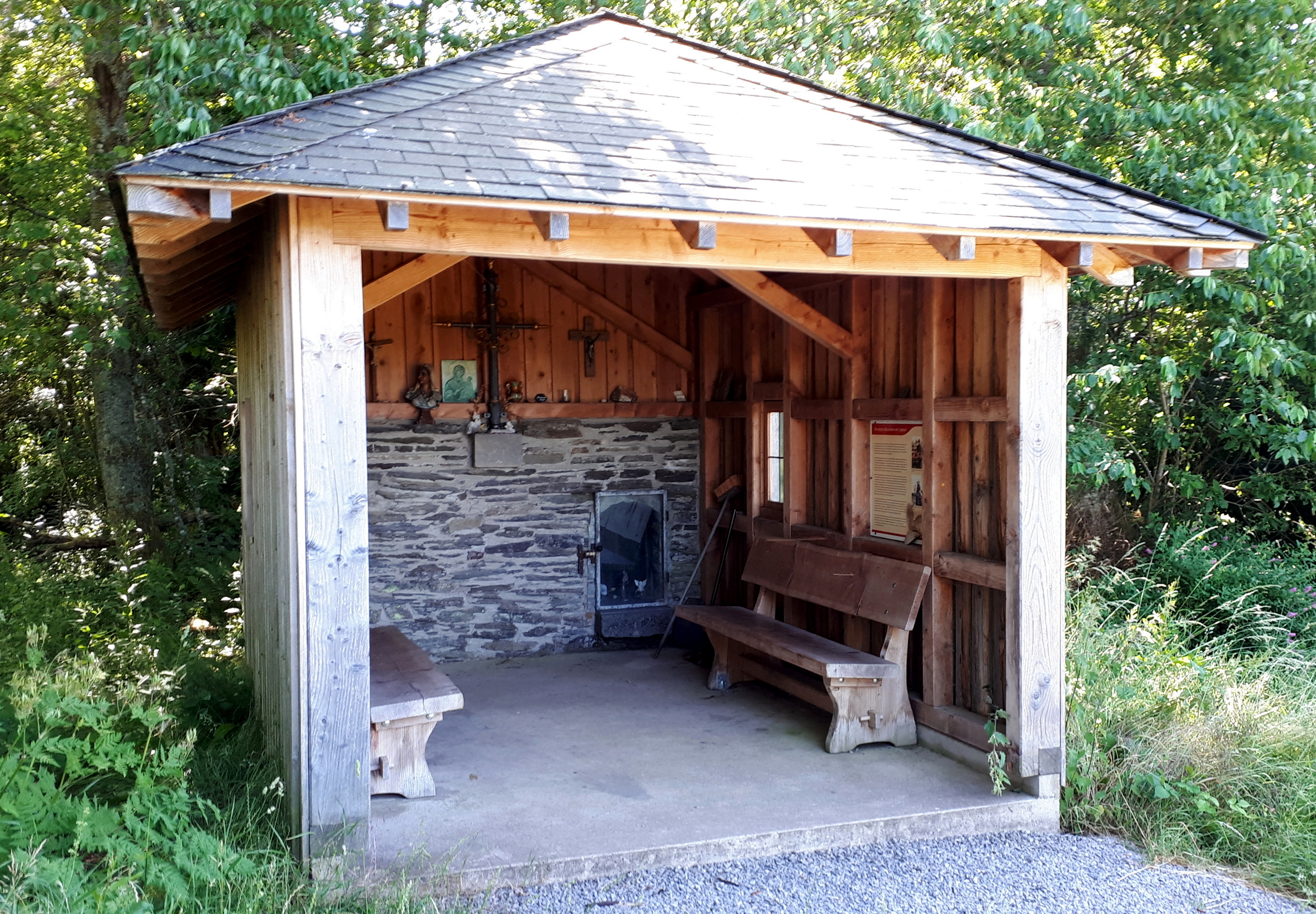
Schutzhütte mit Erinnerungsstätte